# Chronologie de la Bulgarie
Cette chronologie de l'Histoire de la Bulgarie nous donne les clés pour mieux comprendre l'histoire de la Bulgarie, l'histoire des peuples qui ont vécu ou vivent dans l'actuelle Bulgarie.

## XXesiècle
- 1908 : indépendance de la Bulgarie.